# Riaillé

Localització de Riaillé

Riaillé (en bretó Rialeg, en gal·ló Riaillée) és un municipi francès, situat a la regió de país del Loira, al departament de Loira Atlàntic, que històricament va formar part de la Bretanya. L'any 2006 tenia 1.898 habitants. Limita amb limita amb nord-oest amb La Meilleraye-de-Bretagne, al nord amb Grand-Auverné, al nord-est amb Saint-Sulpice-des-Landes, a l'oest amb Joué-sur-Erdre, a l'est amb Bonnœuvre, al sud-oest amb Trans-sur-Erdre, al sud amb Teillé i al sud-est amb Pannecé.

## Demografia
| Evolució de la població INSEE |       |       |       |       |      |       |       |       |
| 1793                          | 1800  | 1806  | 1821  | 1831  | 1836 | 1841  | 1846  | 1851  |
| 1 445                         | 1 619 | 1 575 | 1 711 | 1 980 | -    | 1 892 | 1 926 | 1 960 |

| 1856  | 1861  | 1866  | 1872  | 1876  | 1881  | 1886  | 1891  | 1896  |
| ----- | ----- | ----- | ----- | ----- | ----- | ----- | ----- | ----- |
| 2 067 | 2 083 | 2 182 | 2 213 | 2 349 | 2 380 | 2 382 | 2 370 | 2 268 |

| 1901  | 1906  | 1911  | 1921  | 1926  | 1931  | 1936  | 1946  | 1954  |
| ----- | ----- | ----- | ----- | ----- | ----- | ----- | ----- | ----- |
| 2 131 | 2 136 | 2 059 | 1 824 | 1 841 | 1 795 | 1 761 | 1 734 | 1 743 |

| 1962  | 1968  | 1975  | 1982  | 1990  | 1999  | 2006  | 2011 | 2016 |
| ----- | ----- | ----- | ----- | ----- | ----- | ----- | ---- | ---- |
| 1 720 | 1 739 | 1 677 | 1 655 | 1 735 | 1 721 | 1 898 | -    | -    |

| 2019 | - | - | - | - | - | - | - | - |
| ---- | - | - | - | - | - | - | - | - |
| -    | - | - | - | - | - | - | - | - |

## Administració
| Període | Identitat         | Partit |
| ------- | ----------------- | ------ |
| 2008-   | Patrice Chevalier |        |